# Vladímir Martínov
Vladímir Ivànovitx Martínov (en rus: Владимир Иванович Мартынов) (Moscou, 20 de febrer de 1946) és un compositor rus, conegut per la seva música d'orquestra, de cambra i coral.
Vladímir Martínov és un dels líders de la generació de compositors de la Unió Soviètica, nascuts després de la Segona Guerra Mundial, que han perseguit un estil d'avantguarda en un moment en què la desaprovació oficial d'aquests moviments portaven severes sancions per al desenvolupament de la seva carrera, però sense patir riscos físics com en anys anteriors a l'URSS.

## Biografia
Es va matricular al Conservatori de Moscou, on va estudiar piano amb Mikhail Mezhlumov i composició amb Nikolai Sidelnikov, graduant-se el 1971. Després del conservatori, el 1973, va començar a treballar en l'estudi de música electrònica del Museu d'Aleksandr Skriabin, un punt de trobada per als músics d'avantguarda de l'època. Sofia Gubaidúlina, Serguei Nemtin, Alfred Schnittke, i Edison Denisov van ser alguns dels compositors que s'hi reunien regularment.
Participà en la banda de rock Le boomerang, i a continuació, el 1978, va fundar el seu propi grup Forpost. Fou en aquest moment que va escriure una òpera rock, Sant Francesc d'Assís (1978).
Va començar a estudiar ben d'hora cant religiós rus a la fi de 1970, i va estudiar la música renaixentista de compositors com Guillaume de Machaut, Andrea Gabrieli, Heinrich Isaac, Guillaume Dufay, i John Dunstable, publicant edicions de la seva música. Va ser un etnomusicòleg important, dedicant-se a l'estudi de la música de les nacions del Caucas, Tadjikistan, i diversos grups ètnics de Rússia. També va estudiar música medieval russa i occidental i la història musical religiosa i la musicologia. Aquest fet també li va permetre estudiar la teologia, la filosofia i la història religiosa com un mitjà per expressar els seus sentiments religiosos.
Es va interessar per desenvolupar el moviment minimalista a la Unió Soviètica, un estil estàtic, d'inspiració espiritual, sense els ritmes tremolosos del minimalisme americà. De fet, Martínov es troba a la confluència de la música minimalista estatunidenca de Terry Riley, Steve Reich i Philip Glass, i la perspectiva hermètica de l'Església Ortodoxa i la seva tradició ascètica. Per a ell, la repetició ajuda a aïllar l'esperit del món exterior.
Des de la caiguda de la Unió Soviètica, va escriure obres d'inspiració cristiana, com Apocalypse (1991), El lament de Jeremies (1992), Magnificat (1993), Stabat Mater (1994) i Rèquiem (1998). Un dels seus principals composicions, Posthumum Opus (1993), és una composició d'una durada d'una hora dedicada a la idea que "un home toca la veritat dues vegades. La primera vegada és el moment del primer crit dels llavis del nadó, i la segona és durant el seu últim sospir. Tot el que hi ha entre els dos no és autèntic en major o menor mesura."
En títols La fi de l'era dels compositors (2002) i L'àrea Opus Posthume, o el naixement d'una nova realitat (2005), descriu les seves concepcions estètiques en les formes narratives de la música clàssica i com l'avantguarda s'han esgotat, i necessitem una nova pràctica de la música.
Amb Schubert quintet (inacabat) (2009), torna a escriure una obra clàssica, el Quintet en do major de Schubert. També el 2009, l'Orquestra Filharmònica de Londres va fer l'estrena mundial de la seva òpera Vita Nuova.